# 喬丹·斯皮思
喬丹·亞歷山大·斯皮思（Jordan Alexander Spieth，/ˈspiːθ/; SPEETH，1993年7月27日—），是一位美國的PGA巡回赛職業高爾夫球員，目前是男子高爾夫世界排名第九。
斯皮思在2015年，以270（-18桿）的成績，贏得了他的首次四大賽中的美國名人賽冠軍，也獲得了180萬美元獎金。他追平了老虎伍茲在1997年締造的72洞紀錄，成為在美國名人賽史上第二年輕的優勝者，僅次於老虎伍茲；他也以低於標準桿5桿的成績，在2015年美國高爾夫公開賽的最終得分勝出。他是史上第三年輕贏得PGA巡回赛與多個大賽的獲勝者，次於老虎伍茲和塞爾希奧·加西亞；他也是史上第4位在22歲生日前贏得多個大賽的職業高爾夫球員，前三位是伍茲、加西亞和罗伯特·加梅兹；另外，他是繼1923年的鮑比·瓊斯後，最年輕的美國高爾夫公開賽冠軍。

## 背景
斯皮思出生於德克薩斯州的達拉斯市，是肖恩·T·斯皮思（Shawn T. Spieth）和瑪麗·克里斯蒂娜·斯皮思（Mary Christine Spieth，婚前姓Julius）的孩子。他曾就讀過圣莫妮卡天主教學校（St. Monica Catholic School），2011年畢業於達拉斯耶穌會大學預備學校。

## 世界高尔夫球锦标赛成績
| 比賽             | 2013 | 2014 | 2015 |
| ---------------- | ---- | ---- | ---- |
| CA锦标赛         | DNP  | T34  | T17  |
| 埃森哲比洞锦标赛 | DNP  | QF   | R64  |
| 普利司通邀请赛   | DNP  | 49   |      |
| 汇丰冠军赛       | 17   | T35  |      |

DNP = 未參賽（Did not play）

QF, R16, R32, R64 = 在比洞赛落敗回合 

"T" = 並列

黃色背景表前10名。

## 美國國家隊出場

### 業餘
- 沃克杯（英语：Walker Cup）：2011年沃克杯（英语：2011 Walker Cup）

### 職業
- 总统杯：2013年總統盃（英语：2013 Presidents Cup）（勝）

## 外部連結
- 官方网站
- 喬丹·斯皮思在PGA巡迴賽的官方網站
- 喬丹·斯皮思在男子高爾夫世界排名的官方網站